# José de Vergara Azcárate
José Sebastián de Vergara Azcárate y Gómez de Sandoval (Santafé, 13 de marzo de 1684 - El Socorro, 27 de octubre de 1746) fue un encomendero, abogado, filósofo, escritor y sacerdote neogranadino.
Fue encomendero de Serrezuela y religioso de la orden de Santo Domingo.

## Biografía
Ocupó los cargos de Teniente Corregidor de Bucaramanga y del partido de Servitá, alcalde ordinario de Pamplona y Vetas de Pamplona, Santander, Colombia.
Estudió en el Colegio de San Bartolomé en Santafe hasta graduarse en Filosofía y Derecho Canónico. Asuntos relacionados con el laboreo de una mina de plata cerca de Pamplona hicieron que se mudara, donde conoció a su esposa quien era hija de un sevillano alcalde ordinario del Cabildo de Pamplona, Gertudris Vela Patiño de Rincón nieta de uno de los primeros pobladores de Pamplona, el español Joseph Vela Patiño.
José sufrió la desgracia de perder a su esposa y a 18 hijos en solo dos meses por una epidemia de viruela que asotaba las regiones del norte del virreinato de la Nueva Granada, el único sobreviviente fue su hijo mayor Francisco de Vergara Azcárate que se encontraba estudiando derecho en Santafé.Tras esta tragedia José decidió volverse cura.
Fue nombrado en elevados cargos de los ministerios de los curatos, llegó a ser vicario general del arzobispado y provisor de Tópaga y el Socorro, hizo todas las visitas del arzobispado en el reino.
Fue un gran escritor eclesiástico, dejó algunas obras destacadas:
- El sacerdote ínstruído.

- Historia de las capellanías

- Sermones morales y doctrinales.

- Historia de Gedeón, Esther y la casta Susana.

- De las reliquias y veneración de los santos.

- Cuestiones del cabildo de Santafé.

Dicen los cronistas que durante su tiempo José de Vergara Azcárate fue muy conocido en el virreinato y en España por sus talentos y ejemplo de vida.
Fue mayordomo de la capilla del Sagrario de la Catedral de Bogotá, capilla que fue fundada por su abuelo el sargento mayor Gabriel Gómez de Sandoval en 1660 y heredada por su madre Úrsula Gómez de Sandoval, haciendo a José descendiente de la Casa de Sandoval, un linaje nobiliario español originario de la Corona de Castilla.
Fue encomendero de Tabio y Serrezuela (actual Madrid, Cundinamarca).
Hijo de familia colonial con larga ascendencia que va más atrás del siglo XV. Su hijo y sus descendientes continuaron cuidando y enriqueciendo el templo con el título de Mayordomos, en total fueron 11 mayordomos de la familia Vergara.

### Óleo en el Museo Nacional de Colombia
La pintura de José a los 8 años, que pertenece al Museo Nacional de Colombia exhibido en el salón de los virreyes, tiene una iconografía bastante particular, en el papel que sostiene el retratado en su mano hay una inscripción que dice: “A don Francisco de Vergara mi padre...contador de cuentas...antiguo tribunal y.. au de ellas de este nuevo reyno de Santafé” y en la otra cartela se explica a quién se representa y a qué edad. Por lo tanto, es el único retrato que se ha encontrado con este estilo en el Nuevo Reino de Granada, que haga referencia a algún familiar cercano del retratado por medio de un papel ubicado en la escena , al igual que sucede en la serie de los españoles Francisco Beltrán de Caycedo y de los tatarabuelos de José los hermanos Francisco, Antonio y Diego Maldonado de Mendoza. La ficha técnica completa de esta obra se encuentra en el Museo Nacional de Colombia, Colección de pintura. De los otros casos que se encontraron en la antigua Santafé y que aplican esta iconografía, solo uno tiene un modelo de representación similar a la serie de retratos de la familia Maldonado de Caycedo, siendo representados de pie, a cuerpo completo y con los elementos iconográficos antes tratados: esta es la pintura de Juan Ortiz Cervantes.